# هانن
هانن (به لاتین: Hahnen) یک کوه در سوئیس است که در کانتون ابوالدن واقع شده‌است. هانن ۲٬۶۰۶ متر بالاتر از سطح دریا واقع شده‌است.